# Chagunius nicholsi
Chagunius nicholsi és una espècie de peix cipriniforme de la família dels ciprínids.

## Morfologia
- Els mascles poden assolir 30 cm de longitud total[3] i 900 g de pes.[4][5]

## Hàbitat
És un peix d'aigua dolça i de clima tropical.

## Distribució geogràfica
Es troba a Àsia: l'Índia i Myanmar.